# Sang’wŏn
Sang’wŏn (kor. 상원군, Sang’wŏn-gun) – powiat w Korei Północnej, w prowincji Hwanghae Północne. W 2008 roku liczył 92 831  mieszkańców. Graniczy z powiatami Hwangju, Yŏnt’an i Suan od południa, Yŏnsan od wschodu, Chunghwa od zachodu oraz z rzeką Nam (rzeka) i należącym do Pjongjangu powiatem Kangdong od północy.

## Historia
W wyniku reformy administracyjnej z 1914 roku powiat Sangwŏn został włączony w skład powiatu Chunghwa. W grudniu 1952 ponownie sformowany jako osobny powiat z następujących jednostek administracyjnych: miejscowości (kor. myŏn) Sangwŏn, Susan, Ch'ŏngok (powiat Chunghwa), P'ungdong, część miejscowość Kangdong (powiat Kangdong), Ch'ŏnju (powiat Hwangju, prowincja Hwanghae – istniejąca wówczas jako całość, przed podziałem Hwanghae Północne i Południowe).
Ze względu na niewielką odległość od stolicy w 1963 roku powiat stał się jedną z podmiejskich dzielnic Pjongjangu. Z powrotem osobnym powiatem prowincji Hwanghae Północne stał się w 2010 roku. Wydzielenie powiatu ze stolicy nastąpiło prawdopodobnie w celu sztucznego łagodzenia problemów z dystrybucją żywności, występujących wówczas w stolicy Korei Północnej – przetasowania administracyjne miały wpływ na zmianę źródeł zaopatrzenia ludności danego terenu w żywność.

## Podział administracyjny powiatu
W skład powiatu wchodzą następujące jednostki administracyjne:
| Nazwa jednostki administracyjnej | Rodzaj jednostki administracyjnej | Chosŏn’gŭl   | Hancha       |
| -------------------------------- | --------------------------------- | ------------ | ------------ |
| Sang’wŏn-ŭp                      | miasteczko                        | 상원읍       | 祥原邑       |
| Myŏngdang-rodongjagu             | dzielnica robotnicza              | 명당로동자구 | 明堂勞動者區 |
| Taedong-ri                       | wieś                              | 대동리       | 大同里       |
| Ryŏngch'ŏn-ri                    | wieś                              | 령천리       | 靈川里       |
| Rodong-ri                        | wieś                              | 로동리       | 蘆洞里       |
| Rŭngsŏng-ri                      | wieś                              | 릉성리       | 綾盛里       |
| Taech'ŏn-ri                      | wieś                              | 대천리       | 大泉里       |
| Kŭmsŏng-ri                       | wieś                              | 금성리       | 金城里       |
| Hŭk'u-ri                         | wieś                              | 흑우리       | 黑隅里       |
| Daehŭng-ri                       | wieś                              | 대흥리       | 大興里       |
| Pŏndong-ri                       | wieś                              | 번동리       | 繁洞里       |
| Jŏnsan-ri                        | wieś                              | 전산리       | 錢山里       |
| Ryonggok-ri                      | wieś                              | 룡곡리       | 龍谷里       |
| Kwiil-ri                         | wieś                              | 귀일리       | 貴逸里       |
| Sagi-ri                          | wieś                              | 사기리       | 沙器里       |
| Jang-ri                          | wieś                              | 장리         | 場里         |
| Jung-ri                          | wieś                              | 중리         | 中里         |
| Sinwŏn-ri                        | wieś                              | 신원리       | 新院里       |
| Janghang-ri                      | wieś                              | 장항리       | 獐項里       |
| Siksong-ri                       | wieś                              | 식송리       | 植松里       |
| Susan-ri                         | wieś                              | 수산리       | 水山里       |
| Ŭngu-ri                          | wieś                              | 은구리       | 銀口里       |
| Sinha-ri                         | wieś                              | 신하리       | 新霞里       |